# Syllis bacilligera
Syllis bacilligera är en ringmaskart som beskrevs av Jean Louis René Antoine Édouard Claparède 1868. Syllis bacilligera ingår i släktet Syllis och familjen Syllidae. Inga underarter finns listade i Catalogue of Life.